# Vuelo 834 de las Naciones Unidas
El vuelo 834 de las Naciones Unidas fue un vuelo de pasajeros nacional de Goma a Kinshasa con escala en Kisangani, República Democrática del Congo, siendo operado por un avión propiedad de Georgia Airways arrendado por Las Naciones Unidas que el día lunes 4 de abril de 2011, se estrelló mientras intentaba aterrizar en medio de una tormenta eléctrica en el aeropuerto de Kinshasa. De las 33 personas a bordo, solo un pasajero sobrevivió.

## Aeronave, tripulación y pasajeros
El avión era un Bombardier CRJ-100ER, con registro 4L-GAE y con número de serie 7070. Fue construido en 1995 e hizo su primer vuelo ese año. Fue entregado en 1996 a la aerolínea francesa Brit Air, con registro F-GRJA. Fue vendido a Georgian Airways en septiembre de 2007. En el día del accidente, fue operado por la Misión de las Naciones Unidas en la República Democrática del Congo alquilándoselo a Georgian Airways.
Tripulación y pasajeros
Había cuatro miembros de la tripulación y todos eran georgianos. El capitán y piloto al mando era Alexei Oganesyan de 27 años, que contaba con 2.811 horas de vuelo, incluidas 1.622 horas en el CRJ-100 (217 horas como capitán y 1.405 como primer oficial). El primer oficial era Suliko Tsutskiridze de 22 años, que tenía menos experiencia que el capitán, habiendo registrado solo 495 horas de vuelo, 344 de ellas en el CRJ-100.
| Nacionalidad                    | Pasajeros | Tripulación |
| ------------------------------- | --------- | ----------- |
| República Democrática del Congo | 10        | 0           |
| Georgia                         | 0         | 4           |
| Sudáfrica                       | 3         | 0           |
| Bélgica                         | 2         | 0           |
| Bangladés                       | 2         | 0           |
| Costa de Marfil                 | 2         | 0           |
| Malí                            | 2         | 0           |
| Benín                           | 1         | 0           |
| Ghana                           | 1         | 0           |
| Mauritania                      | 1         | 0           |
| Santo Tomé y Príncipe           | 1         | 0           |
| Kenia                           | 1         | 0           |
| Burkina Faso                    | 1         | 0           |
| Haití                           | 1         | 0           |
| Senegal                         | 1         | 0           |
| Total                           | 29        | 4           |

## Accidente
El vuelo despegó de Kisangani hacia Kinshasa a las 12:18 hora local. El piloto al mando era el piloto que volaba en esta etapa.
A las 13:31, la tripulación informó a la torre Kinshasa que estaban sobre la posición GURUT (137 NM de Kinshasa) y dieron su hora prevista de llegada a Kinshasa como 13:55 y recibieron la última información meteorológica de Kinshasa. En ese momento, el clima de Kinshasa que se informó era viento de 340 grados, 8 nudos, visibilidad de 10 km, nubes dispersas a 2500 pies, Charlie Bravos a 3000 pies en el noreste y sureste, temperatura 33, punto de rocío 23, QNH 1009, tendencia NOSIG.
A las 13:39, el avión solicitó el descenso y se le autorizó a descender al nivel de vuelo 100. Mientras tanto, en el radar meteorológico a bordo, la tripulación pudo notar la presencia de mal tiempo alrededor y sobre el aeródromo de Kinshasa.
A las 13:49, cuando la aeronave estaba a unas 32 millas náuticas de Kinshasa VOR/DME, la tripulación volvió a buscar la información meteorológica más reciente de a la torre en Kinshasa. Se les informó que estaban en viento de 210 grados, 8 nudos, visibilidad 8 km, tormenta sobre la estación, nubes dispersas a 2500 pies, pocos Charlie Bravo a 3000 pies, Charlie Bravo ubicado al noreste, suroeste y oeste, roto 12000 pies, temperatura 33, punto de rocío 23, QNH 1008, tendencia NOSIG. El copiloto respondió que el tiempo fue copiado y leyó el QNH.
A las 13:50, se le autorizó al piloto una aproximación directa con Localizador a la pista 24. La tripulación discutió las opciones para evitar el mal tiempo que se muestra en su radar meteorológico a bordo evitando los datos del radar. El avión se acercó al aeródromo a gran velocidad. La velocidad del aire indicada llegó por debajo de 250 nudos a las 13:53 cuando la aeronave descendía a una altitud de 4630 pies y estaba a 13 NM del umbral de la pista 24.
Mientras el Localizador interceptaba la pista 24, la aeronave permaneció al sur de la ruta del Localizador. Durante la ejecución del Localizer para la aproximación, la tripulación realizó un cambio de rumbo de más de 15 grados para volar aún más lejos de la trayectoria del Localizador cuando la aeronave estaba entre 10 y 7 NM de la pista 24.
Cuando la aeronave se acercaba al aeródromo, el copiloto avistó la pista a su derecha en la posición de la una en punto, cuando la aeronave estaba a unas 9,7 millas náuticas del umbral desplazado de la pista 24. El piloto al mando también avistó la pista cuando la aeronave estaba a unos 6,4 NM del umbral. En esa etapa, la velocidad de la aeronave era de 210 nudos, la altitud era de 3250 pies y la aeronave estaba en configuración limpia. La tripulación decidió continuar su aproximación. El capitán desactivó el piloto automático, giró hacia la pista y dio instrucciones al copiloto para configurar la aeronave para el aterrizaje. La tripulación logró recuperar la trayectoria del Localizador y alinear la aeronave con la pista en el momento en que estaban a 2 NM del umbral.
Aproximadamente en este momento, el aeródromo de Kinshasa se vio afectado por una línea de turbonada. Cuando el avión llegó a finales cortas, se encontró con lluvia. En esta etapa, la aeronave estaba por debajo de la altitud mínima de descenso para la aproximación con el localizador para la pista 24. La altitud mínima de descenso para la aproximación con el localizador para la pista 24 es 1470 pies o 472 pies sobre el nivel del suelo. La tripulación encendió los limpiaparabrisas. A medida que descendían más a unos 224 pies y la pista no estaba a la vista, la tripulación decidió dar una vuelta. Durante el proceso de dar la vuelta, se estableció una tasa de ascenso positiva con la velocidad aerodinámica adecuada.
Mientras ascendía a una altitud de 1395 pies, la aeronave se encontró con un fenómeno meteorológico severo, probablemente una microrráfaga. Se encendió la advertencia de cizalladura del viento. La aeronave se inclinó significativamente el morro hacia abajo de unos 4 o 5 grados de morro hacia arriba a 7 grados de morro hacia abajo en un período de tiempo muy corto, el avión perdió altura rápidamente y, antes de que la tripulación pudiera reaccionar al tono y recuperarse del fuerte descenso, la aeronave impactó el terreno, y después de esto, la aeronave saltó, comenzó a romperse, patinó por el suelo y rodó invertida antes de detenerse. Durante este proceso, partes de la aeronave, incluidos el tren de aterrizaje, los motores, las alas y la sección de la cola, se desprendieron y éstos se posaron boca abajo.
La parte principal del fuselaje se detuvo en posición invertida y en muy mal estado. La gravedad del accidente provocó graves traumatismos externos e internos a los ocupantes. Los equipos de ECR sacaron a la tripulación y a los pasajeros de los restos. La mayoría de ellos ya estaban muertos, mientras que algunos estaban gravemente heridos pero vivos. Nueve sobrevivientes heridos fueron trasladados de urgencia a un hospital local, algunos de ellos murieron camino al hospital. Entre los que llegaron vivos al hospital, todos menos uno sucumbieron a sus heridas. De los cuatro tripulantes georgianos y los 29 pasajeros, solo hubo un sobreviviente, un periodista congoleño. El superviviente resultó gravemente herido. El manifiesto de la aeronave enumeraba a 20 trabajadores de la ONU. Los pasajeros incluían personal y personal de mantenimiento de la paz de la ONU, trabajadores humanitarios y asistentes electorales. Cinco pasajeros que no pertenecían a las Naciones Unidas eran miembros del personal de organizaciones no gubernamentales de la República Democrática del Congo y de otras organizaciones internacionales. 

## Informe final
Después de casi 3 años de investigación, la IAAI DRC de la República Democrática del Congo dio el reporte final sobre lo que causó el accidente:
La causa más probable del accidente fue el encuentro de la aeronave con un fenómeno meteorológico severo tipo microrráfaga a muy baja altitud durante el proceso de motor y al aire. La fuerte ráfaga corriente descendente causó un cambio de cabeceo significativo y repentino en la aeronave que resultó en una pérdida considerable de altura. Al estar a muy baja altitud, no fue posible recuperarse de tal perturbación.
La posibilidad de una ilusión somatográvica causada por la pérdida de control como la causa principal del accidente, también fue discutida por el equipo de investigación. Esto se descartó con base en la evidencia disponible que mostró que durante el proceso de motor y al aire, la tripulación había iniciado el ascenso en 1256 32 y, a partir de entonces, había mantenido una actitud de ascenso durante los siguientes 12 segundos. En 1256 44, la aeronave experimentó un cambio de actitud repentino y empinado de morro hacia abajo sin una entrada de control correspondiente por parte de la tripulación. Por lo tanto, la ilusión somatográvica causada por la pérdida de control se descartó como causa de accidente.
Factores contribuyentes probables
- La decisión inapropiada de la tripulación de continuar la aproximación, ante el clima extremadamente inclemente que se muestra en su radar meteorológico, fue probablemente el principal factor que contribuyó al accidente.
- La falta de supervisión adecuada por parte del Operador para garantizar que su tripulación cumpliera con los procedimientos establecidos, incluidos los procedimientos para evitar el clima y los criterios de Aproximación Estabilizada, fue un factor contribuyente probable.
- La insuficiencia del programa de capacitación de Georgian Airways para ascender a Capitán fue un factor contribuyente probable.
- La falta de una supervisión eficaz de Georgian Airways por parte de la CAA de Georgia fue un factor contribuyente probable.
- La falta de equipo apropiado en el aeropuerto de Kinshasa para la identificación y seguimiento de fenómenos meteorológicos adversos, lo que provocó que el ATC no proporcionara una alerta temprana adecuada a la aeronave, probablemente fue un factor contribuyente.
- El hecho de que el controlador de tráfico aéreo no declarara cerrado el aeródromo cuando la visibilidad cayó por debajo de los mínimos fue un factor contribuyente probable.